# Manettia racemosa
Manettia racemosa är en måreväxtart som beskrevs av Hipólito Ruiz López och Pav.. Manettia racemosa ingår i släktet Manettia och familjen måreväxter. Inga underarter finns listade i Catalogue of Life.